# 瀬藤光利
瀬藤 光利（せとう みつとし、1969年11月25日 - ）は、日本の生命科学者、医学博士。浜松医科大学分子イメージング先端研究センター分子解剖学研究部門教授。日本医用マススペクトル学会理事、日本質量分析学会委員。新しい分子イメージングの手法、中でもナノ形態学の手法を開発し医学生理学上の問題に応用。人々を病気の苦しみから救い、楽しい不老長寿を目指すという使命の下、老化に関連する研究を行っている。

## 略歴
- 1969年香川県生まれ
- 1982年枚方市立樟葉南小学校卒業
- 1985年東大寺学園中学校卒業
- 1988年東大寺学園高等学校卒業
- 1994年東京大学医学部医学科卒業、1996年同臨床研修修了、大学院入学、1998年同中退、助手採用、2001年医学博士の学位取得 論文の題は「Cargo recognition mechanisms of molecular motors（物質輸送選択性の分子機構）」[1]。
- 2003年より自然科学研究機構生理学研究所助教授、2007年より同准教授
- 2008年より現職

## 受賞歴
- 1992年 シッキムヒマラヤ遠征隊ピークアタッカー
- 1994年 読売国際学生コンテスト入賞（読売新聞社）
- 1994年 卒業生総代（鉄門クラブ謝恩会）
- 2002年 Amersham Science Award for Young Scientists（Science誌）
- 2004年 平成15年度東京都医師会医学研究賞 奨励賞
- 2006年 平成18年度日本学術振興会 第141委員会 榊奨励賞
- 2008年 平成20年度科学技術分野の文部科学大臣表彰 若手科学者賞
- 2009年 平成21年度日本臨床分子形態学会 学会奨励賞
- 2012年 マイクロビームアナリシス第141委員会 特別表彰、日本質量分析学会 学会奨励賞、ACS Publication CERTIFICATE OF APPRECIATION
- 2015年 日本顕微鏡学会 瀬藤賞
- 2017年 第2回BRAVE アクセラレーションプログラム 起業前部門 優秀賞
- 2019年 日本学術振興会マイクロビームアナリシス第141委員会 榊賞

## 著作
- 『質量顕微鏡法―イメージングマススペクトロメトリー実験プロトコール』（編集、シュプリンガー・ジャパン、2008年）